# Zonder einde
Zonder einde is een hoorspel van Roman Hlaváč. Ohne Ende werd op 13 mei 1970 door de Norddeutscher Rundfunk uitgezonden. Dick Poons bewerkte het en de AVRO zond het uit op donderdag 11 februari 1971. De regisseur was Jacques Besançon. Het hoorspel duurde 47 minuten.

## Rolbezetting
- Jan Borkus (Kalista)
- Paul Deen (een arts)
- Hans Veerman (een officier van de geheime dienst (eerste man))
- Frans Somers (een officier van de geheime dienst (tweede man))
- Els Buitendijk (Kalistova)
- Bob Verstraete (Vales)
- Jan Verkoren (Pitr)
- Floor Koen (een buurman)
- Kommer Kleijn (de majoor)
- Tom van Beek (een kameraad)
- Jan Verkoren (de ploegbaas & de radiotelegrafist)
- Floor Koen (een grove mannenstem & een bewaker)
- Tom van Beek] (de rechter & de politiedokter)
- Jacques Besançon (de stem)

## Inhoud
Een man van de veiligheidsdienst van Tsjechoslowakije zoekt een neuroloog op. Hij spreekt hem over het geval van een zekere Kalista, aan wiens inzinking hij zich medeschuldig voelt. Met ontoereikende aanwijzingen hadden twee beambten van de staatsveiligheidsdienst, waaronder ook de patiënt van de neuroloog, gepoogd Kalista naar de dienst spionage te verwijzen. Kalista loochent, maar kan ook zijn onschuld niet aantonen. Zijn verleden vertoont te veel duistere punten. Onder de psychologische belasting van de verhoren stort hij in en bekent wat men van hem horen wil. Toch wordt hij - bij gebrek aan bewijzen - alleen wegens ongeoorloofd wapenbezit tot vijftien maanden gevangenis veroordeeld. Daarmee is hij evenwel niet gerehabiliteerd, hij blijft een "ondoorzichtig element" en daarmee verder verdacht…